# 孤兒院
育幼院（英語：Orphanage）主要收容無親人照顧或受虐等不幸處境的兒童，或是強制執行兒童保護令時，所移送的個案。

## 歷史
第一個孤兒院，被稱為「orphanotrophia」，建於1世紀時。
在近代，在羅馬尼亞共產黨時代，因為770法令之故，使得出生率上升，但這也導致大量嬰兒被棄養至孤兒院，而許多孤兒因而缺乏照顧、受到忽略。而研究指出，這種長期遭忽視的處境，會對兒童身心發展造成長久、深遠且負面的影響。

## 人員配置
- 院長
- 社工人員
- 輔導員
- 行政人員
- 志工

## 志工可協助項目
- 協助募款或收集物資
- 提供獎助學金
- 協助課業輔導
- 認養院童

## 影響
長期居住在孤兒院，對兒童身心發展可能造成長久的不良影響；然而將孤兒院兒童送交領養，可緩和這些負面影響。對羅馬尼亞孤兒院兒童的研究顯示，這些兒童的大腦白質與灰質都小於一般兒童。這些兒童也有許多諸如抽動、暴怒、偷竊和自我懲罰等異常行為，其智能與學業成就也較低；而被從孤兒院送交領養的兒童在語言、智商與社會情緒方面都出現改進，他們能出現安全依附，且情緒表達能力也有所進步；但相對於未曾被送進孤兒院的兒童，這些兒童各方面的發展依舊較慢。

## 一些著作的形象
在一些著作中，例如或悲惨世界，孤兒在孤兒院常被凌虐及受壓榨成為童工。

## 外部連結
- Orphanages' Home
- Orphanage Review Board
- World orphanages website（页面存档备份，存于）

台灣
- 社團法人台北市孤兒福利協會（页面存档备份，存于）
- 中華育幼機構兒童關懷協會（页面存档备份，存于）